# Lorenzo Cataldo
Pour les articles homonymes, voir Cataldo.
Lorenzo Cataldo, né le 7 novembre 1999 à Prato, est un coureur cycliste italien.

## Biographie
En 2017, Lorenzo Cataldo devient champion régional de Toscane chez les juniors (moins de 19 ans),. Deux ans plus tard, il décroche diverses places d'honneur sur des étapes du Tour d'Albanie. Il intègre ensuite l'équipe continentale Casillo-Petroli Firenze-Hopplà en 2020. Bon sprinteur, il se classe notamment deuxième de la course Vicence-Bionde ou encore neuvième de l'Umag Trophy. 
En 2022, il quitte les rangs espoirs et intègre le Gragnano Sporting Club. Avec cette formation, il réalise une bonne saison en obtenant deux victoires et de nombreux accessits. L'année suivante, il se distingue de nouveau chez les amateurs italiens en remportant de nouvelles courses. Il s'impose par ailleurs sur une étape du Tour du Kosovo. 

## Palmarès et résultats

### Palmarès par année
- 2018
  - 2e du Giro delle Balze
- 2020
  - 2e de Vicence-Bionde
  - 3e du Trofeo Papà Pederzolli
- 2021
  - 3e de la Coppa Fiera di Signa
  - 3e de la Targa Libero Ferrario
- 2022
  - Gran Premio di Roncolevà
  - Circuit de Cesa
  - 2e du Gran Premio San Bernardino
  - 2e de la Coppa San Sabino
  - 3e du Giro delle Due Province
  - 3e du Gran Premio Sannazzaro
- 2023
  - Gran Premio dell'Industria di Civitanova Marche[4]
  - Gran Premio Sportivi Poggio alla Cavalla
  - 2e étape du Tour du Kosovo
  - 2e du Gran Premio della Battaglia
  - 3e du Critérium de Monaco
  - 3e du Gran Premio di Roncolevà
  - 3e du Trofeo Cleto Maule
- 2024
  - 5e étape du Tour du Maroc
- 2025
  - 2e du Gran Premio Misano 100
  - 2e de la Coppa Caduti Nervianesi
  - 3e du Circuito del Porto-Trofeo Arvedi

### Classements mondiaux
| Année           | 2019   | 2020   |
| --------------- | ------ | ------ |
| UCI Europe Tour | 1 884e | 1 361e |